# Halffiguur
Een halffiguur in de beeldhouwkunst (ornamentkunst) is een afbeelding van het bovenlijf van mannen, vrouwen of kinderen (amoretten), dat in fantastische bladvormen, ranken (druiventrossen), voluten, enz. overgaat. Vaak dragen zij attributen, als de hoorn van overvloed, bloemenkransen, fakkels, enz.

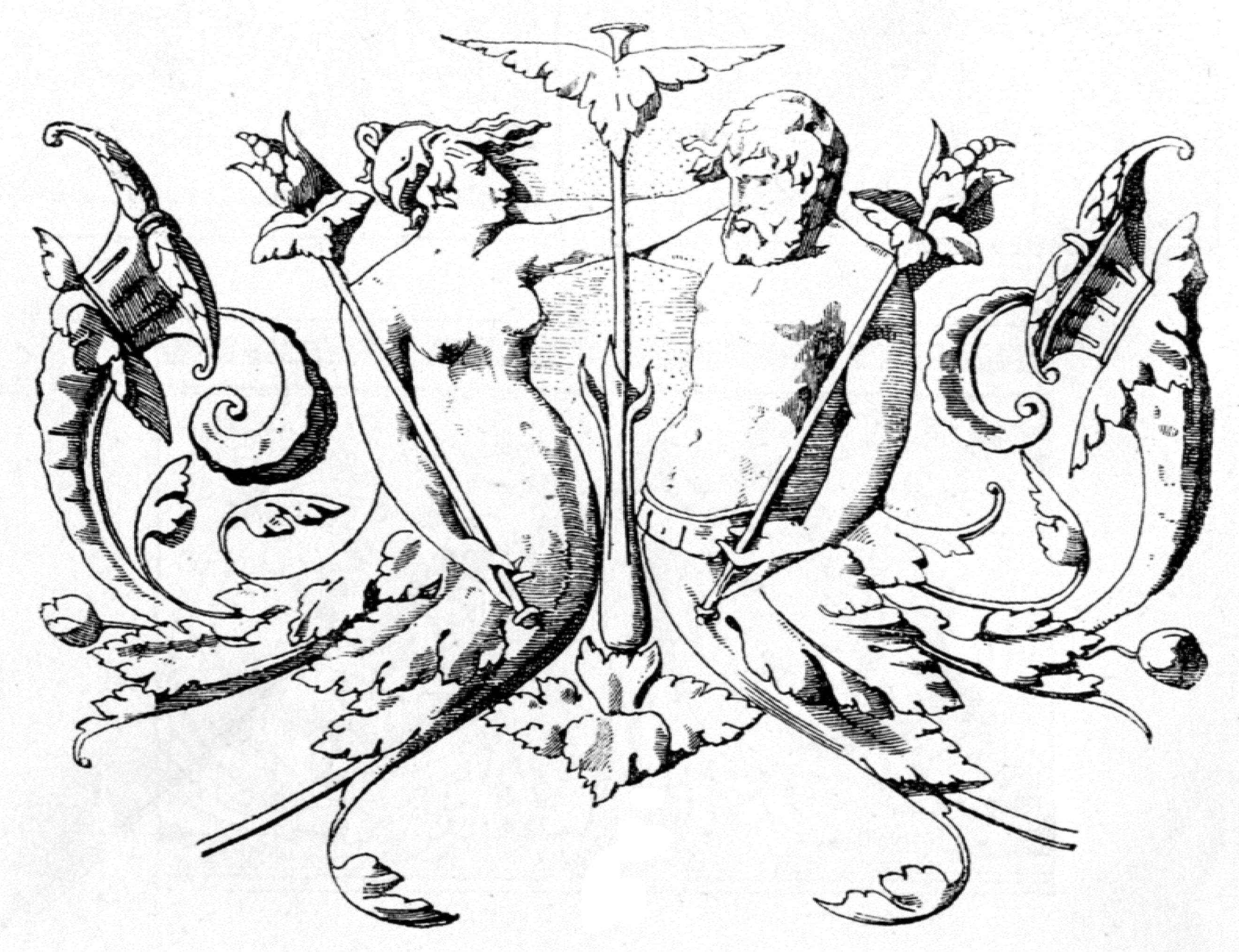
Franse Renaissance halffiguur.